# 榎戸村 (愛知県)
榎戸村（えのきどむら）は、かつて愛知県知多郡に存在した村。
現在の常滑市の一部（榎戸町など）に該当する。

## 歴史
- 1878年（明治11年） - 大野村、榎戸村、西之口村、蒲池村が合併し、大野村となる
- 1883年（明治16年） - 大野村が、大野村、榎戸村、西ノ口村、蒲池村に分立する。
- 1889年（明治22年）10月1日 - 町村制により榎戸村が発足。
- 1906年（明治39年）5月1日 - 西ノ口村、多屋村と合併し、鬼崎村発足。同日榎戸村は廃止となる。